# Scottish League Cup 2015/16
Der Scottish League Cup wurde 2015/16 zum 70. Mal ausgespielt. Der schottische Fußball-Ligapokal, der unter den Teilnehmern der Premiership, Championship sowie der League One und League Two ausgetragen wird, begann am 1. August 2015 und endet mit dem Finale am 13. März 2016 im Hampden Park von Glasgow. Wird in einem Duell nach 90 Minuten plus Verlängerung kein Sieger gefunden, so wird das Spiel im Elfmeterschießen entschieden. Als Titelverteidiger startete Celtic Glasgow in den Wettbewerb, das im Vorjahresfinale gegen Dundee United gewann. In den Halbfinalspielen traten der Vorjahressieger Celtic Glasgow gegen Ross County, und der letzte verbliebene Zweitligist Hibernian Edinburgh gegen den FC St. Johnstone an. Die beiden in ihre jeweiligen Spiele als Favoriten gegangenen Mannschaften von Celtic und St. Johnstone mussten sich überraschend geschlagen geben. Die Hibs aus Edinburgh erreichten somit zum insgesamt zehnten Mal das Finale im Schottischen Ligapokal seit 1951. Einzig in den Jahren 1973, 1992 und 2007 wurde dabei der Titel gewonnen. Ross County erreichte zum ersten Mal in der Vereinsgeschichte das Endspiel im Ligapokal. Ross County gewann durch einen 2:1-Finalsieg gegen den Zweitligisten erstmals den schottischen Ligapokal.

## Termine
Die Spielrunden werden an folgenden Terminen ausgetragen:
- 1. Runde: 1. August 2015 (Sa.)
- 2. Runde: 25./26. August 2015 (Di./Mi.)
- 3. Runde: 22./23. September 2015 (Di./Mi.)
- Viertelfinale: 27./28. Oktober 2015 (Di./Mi.)
- Halbfinale: 30./31. Januar 2016 (Sa./So.)
- Finale: 13. März 2016 (So.)

## Teilnehmende Mannschaften
Am Wettbewerb nehmen folgende 42 Mannschaften teil:
| Premiership 12 Vereine der Saison 2015/16 | Championship 10 Vereine der Saison 2015/16 | League One 10 Vereine der Saison 2015/16 | League Two 10 Vereine der Saison 2015/16 |
| Celtic Glasgow FC Aberdeen Inverness CT FC St. Johnstone Dundee United FC Dundee Hamilton Academical Partick Thistle Ross County FC Kilmarnock FC Motherwell Heart of Midlothian | FC St. Mirren Hibernian Edinburgh Glasgow Rangers Queen of the South FC Falkirk Raith Rovers FC Dumbarton FC Livingston Alloa Athletic Greenock Morton | FC Cowdenbeath FC Stranraer Forfar Athletic Brechin City Airdrieonians FC FC Peterhead Dunfermline Athletic Ayr United FC Stenhousemuir Albion Rovers | Stirling Albion FC Queen’s Park FC Arbroath FC East Fife Annan Athletic FC Clyde Elgin City Berwick Rangers FC East Stirlingshire FC Montrose |

## 1. Runde
Die 1. Runde wurde am 6. Juli 2015 ausgelost. Ausgetragen wurden die Begegnungen am 30. Juli, 31. Juli, 1. August und am 2. August 2015.
|                            | Ergebnis              |                            |
| -------------------------- | --------------------- | -------------------------- |
| Heart of Midlothian (I)    | 4:2                   | FC Arbroath (IV)           |
| FC Falkirk (II)            | 5:0                   | FC East Stirlingshire (IV) |
| Annan Athletic (IV)        | 3:4 n. V.             | Queen of the South (II)    |
| Ayr United (III)           | 2:0                   | Brechin City (III)         |
| Berwick Rangers (IV)       | 3:2 n. V.             | Alloa Athletic (II)        |
| Dunfermline Athletic (III) | 5:1                   | FC Cowdenbeath (III)       |
| FC East Fife (IV)          | 1:1 n. V. (4:3 i. E.) | FC Dumbarton (II)          |
| Greenock Morton (II)       | 5:0                   | Elgin City (IV)            |
| Hibernian Edinburgh (II)   | 3:0                   | FC Montrose (IV)           |
| FC Livingston (II)         | 1:0 n. V.             | FC Clyde (IV)              |
| Raith Rovers (II)          | 3:0                   | Albion Rovers (III)        |
| FC Stranraer (III)         | 2:0                   | Stenhousemuir (III)        |
| Stirling Albion (IV)       | 0:1                   | Airdrieonians FC (III)     |
| FC Queen’s Park (IV)       | 0:2                   | Forfar Athletic (III)      |
| Glasgow Rangers (II)       | 3:0                   | FC Peterhead (III)         |

## 2. Runde
Die 2. Runde wurde am 3. August 2015 ausgelost. Ausgetragen wurden die Begegnungen am 25. und 26. August 2015. Ab der zweiten Runde nahmen die Vereine auf den Plätzen 6 bis 12 aus der abgelaufenen Scottish Premiership 2014/15 am Wettbewerb teil.
|                            | Ergebnis  |                         |
| -------------------------- | --------- | ----------------------- |
| Dunfermline Athletic (III) | 3:1       | FC Dundee (I)           |
| FC East Fife (IV)          | 1:3 n. V. | FC Motherwell (I)       |
| Forfar Athletic (III)      | 1:2 n. V. | Heart of Midlothian (I) |
| FC Kilmarnock (I)          | 4:1       | Berwick Rangers (IV)    |
| Partick Thistle (I)        | 0:1       | FC Falkirk (II)         |
| Queen of the South (II)    | 0:1       | Greenock Morton (II)    |
| Raith Rovers (II)          | 2:1       | Hamilton Academical (I) |
| Ross County (I)            | 2:0       | Ayr United (III)        |
| FC St. Mirren (II)         | 2:3       | FC Livingston (II)      |
| Airdrieonians FC (III)     | 0:5       | Glasgow Rangers (II)    |
| Hibernian Edinburgh (II)   | 1:0       | FC Stranraer (III)      |

## 3. Runde
Die 3. Runde wurde am 27. August 2015 ausgelost. Ausgetragen wurden die Begegnungen am 22. und 23. September 2015. Ab der dritten Runde nahmen die restlichen Vereine auf den Plätzen 1 bis 5 aus der abgelaufenen Scottish Premiership 2014/15 am Wettbewerb teil.
|                          | Ergebnis  |                                  |
| ------------------------ | --------- | -------------------------------- |
| Dundee United (I)        | 3:1 n. V. | Dunfermline Athletic (III)       |
| Greenock Morton (II)     | 3:2 n. V. | FC Motherwell (I)                |
| FC Livingston (II)       | 0:2       | Inverness Caledonian Thistle (I) |
| Ross County (I)          | 7:0       | FC Falkirk (II)                  |
| Glasgow Rangers (II)     | 1:3       | FC St. Johnstone (I)             |
| Celtic Glasgow (I)       | 2:0       | Raith Rovers (II)                |
| Hibernian Edinburgh (II) | 2:0       | FC Aberdeen (I)                  |
| FC Kilmarnock (I)        | 2:3       | Heart of Midlothian (I)          |

## Viertelfinale
Das Viertelfinale wurde am 28. September 2015 ausgelost. Ausgetragen wurden die Begegnungen am 27. und 28. Oktober 2015, sowie 4. November 2015.
|                                  | Ergebnis |                      |
| -------------------------------- | -------- | -------------------- |
| Inverness Caledonian Thistle (I) | 1:2      | Ross County (I)      |
| Greenock Morton (II)             | 1:3      | FC St. Johnstone (I) |
| Heart of Midlothian (I)          | 1:2      | Celtic Glasgow (I)   |
| Hibernian Edinburgh (II)         | 3:0      | Dundee United (I)    |

## Halbfinale
Das Halbfinale wurde am 9. November 2015 ausgelost. Ausgetragen wurden die Begegnungen am 30. und 31. Januar 2016.
|                          | Ergebnis |                      |
| ------------------------ | -------- | -------------------- |
| Hibernian Edinburgh (II) | 12:1 1   | FC St. Johnstone (I) |
| Ross County (I)          | 23:1 2   | Celtic Glasgow (I)   |